# Julissa Bermudez

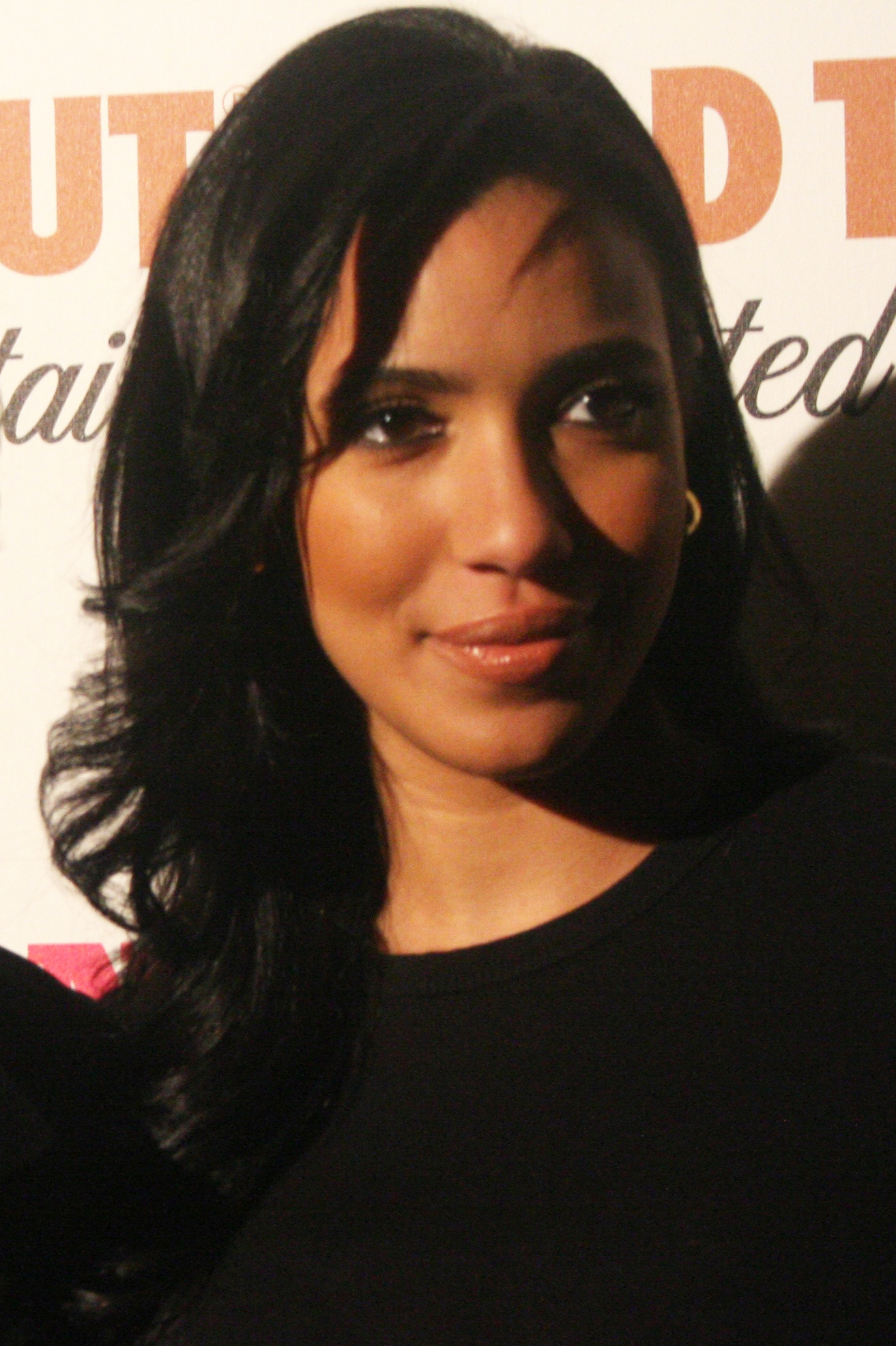
Bermudez im März 2011

Julissa Bermudez (* 28. September 1983 in der Dominikanischen Republik) ist eine US-amerikanische Schauspielerin und Moderatorin.

## Leben
Julissa Bermudez wurde in der Dominikanischen Republik geboren, wuchs aber in New York auf. Während sie die New Yorker Talent Unlimited High School besuchte, fing sie an zu modeln und für Rollen vorzusprechen. Den ersten Durchbruch hatte sie mit einem Auftritt in einer Coca-Cola-Werbung. Außerdem gehörte sie zu den sechs Finalistinnen, die Jennifer Lopez’ Modelinie Sweetface repräsentieren durften.
Den größten Bekanntheitsgrad erreichte sie durch die Moderation der Musiksendung 106 & Park auf dem Sender Black Entertainment Television und Jersey Shore: After Hours auf MTV.
Zusammen mit ihrer guten Freundin, der Sängerin Adrienne Bailon, spielte sie in der Reality Show Empire Girls: Julissa and Adrienne die Hauptrolle.

## Filmografie (Auswahl)
Film
- 2006: The Wannabe
- 2006: All You've Got
- 2008: Make It Happen
- 2010: Harlem Hostel
- 2010: Sara
- 2023: The Plus One

Fernsehen
- 2003: The Roof
- 2005–2007: 106 & Park
- 2006–2007: The Center
- 2009: Royal Pains
- 2009: Z Rock
- 2009–2011: Jersey Shore
- 2010: Rescue Me
- 2010: Tyler Perry's Meet the Browns
- 2012: Empire Girls: Julissa & Adrienne
- 2020: Hunters (7 Folgen)